# Povegliano Veronese
Povegliano Veronese es un pueblo a 14 kilómetros al Suroeste de Verona y 120 kilómetros al oeste de Venecia.
Es un pueblo de alrededor de 7.128 personas, basada en la agricultura y la construcción.
En la prehistoria era un pantano, pero en los años 1200 comenzó la recuperación de la tierra.

## Evolución demográfica
| Gráfica de evolución demográfica de Povegliano Veronese entre 1861 y 2001 |
|                                                                           |
| Fuente ISTAT - elaboración gráfica de Wikipedia                           |